# Stadttor (Saint-Épain)

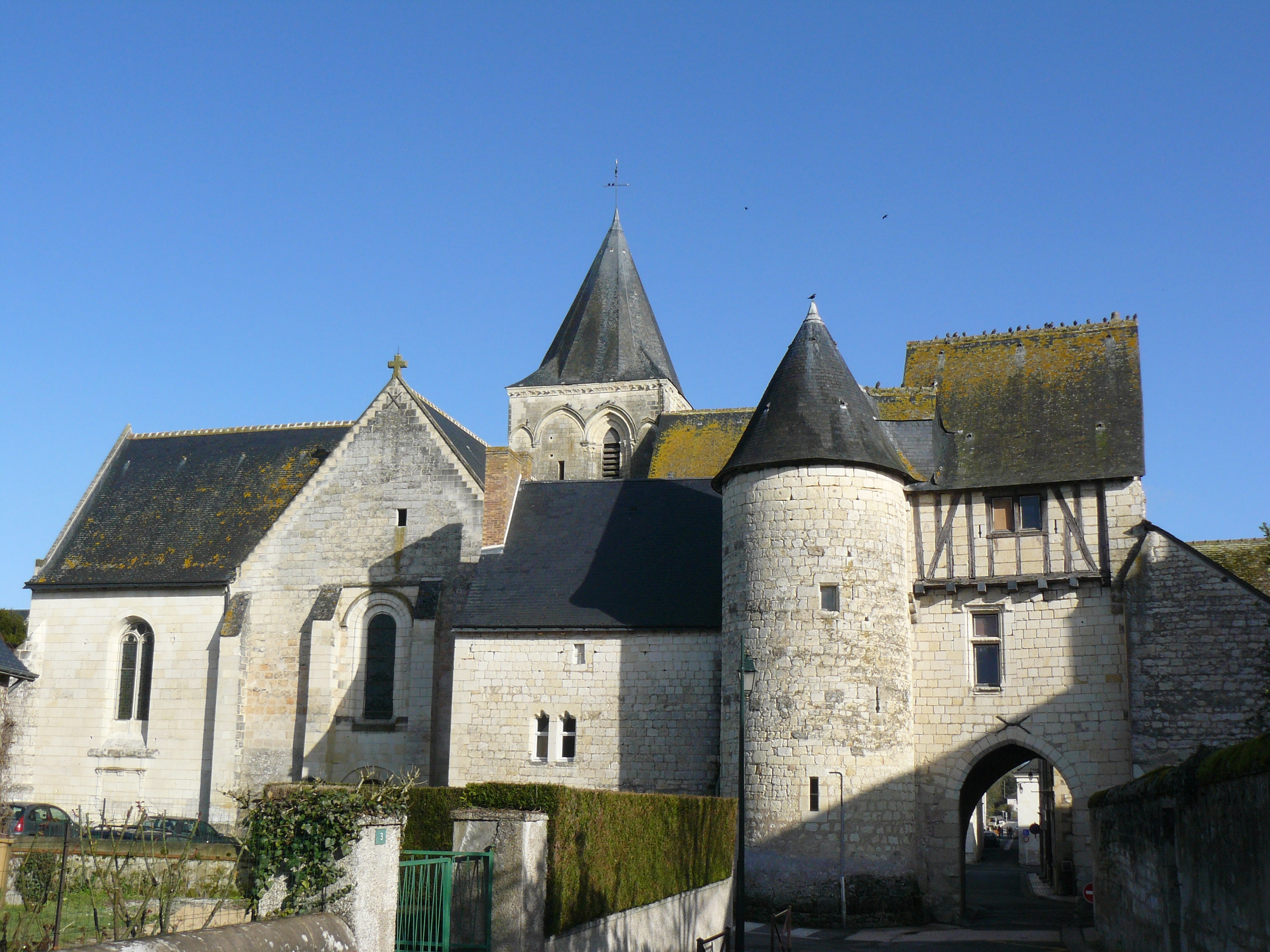
Stadttor (Feldseite) und Kirche in Saint-Épain

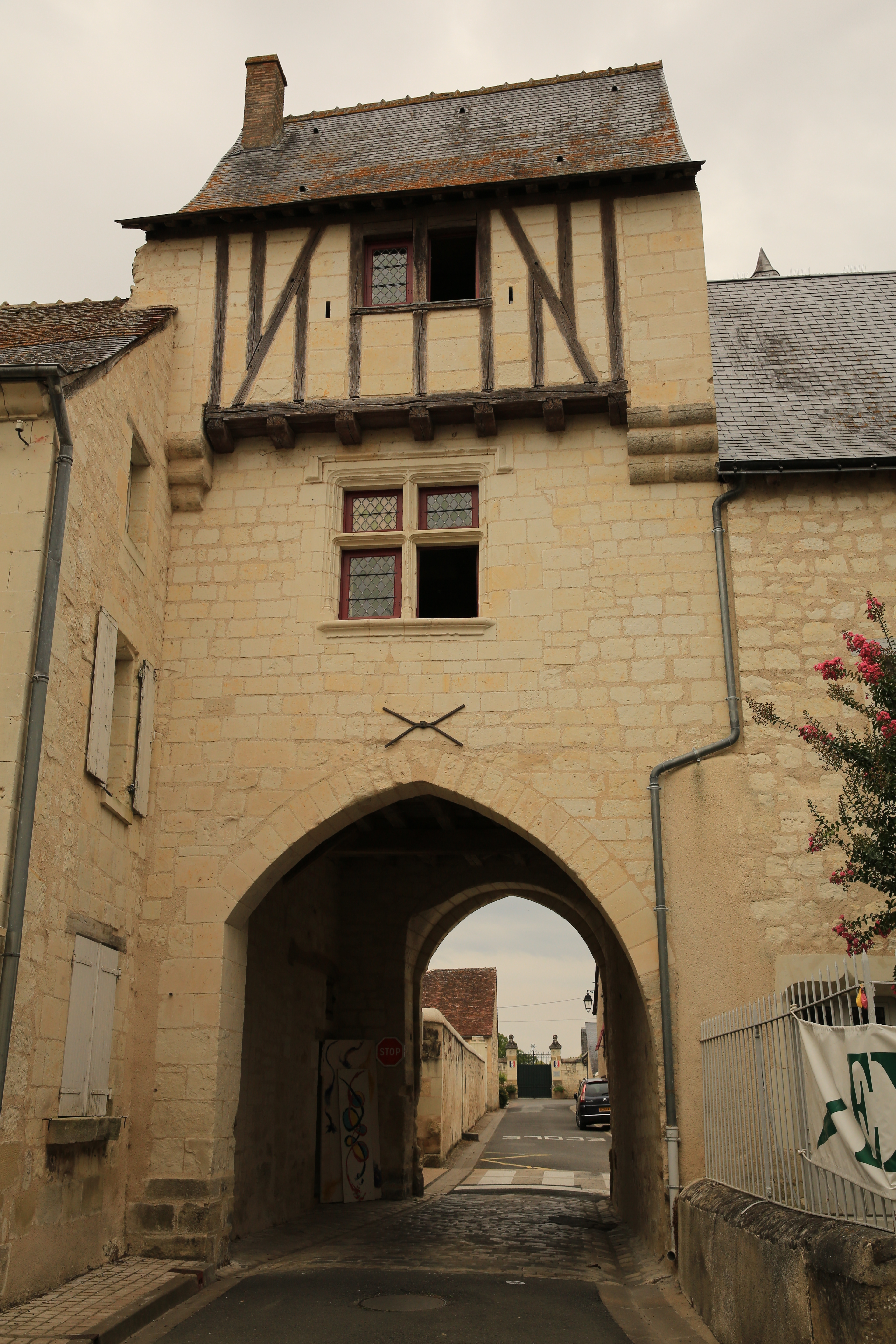
Stadtseite

Das Stadttor in Saint-Épain, einer französischen Gemeinde im Département Indre-et-Loire der Région Centre-Val de Loire, wurde im 13. Jahrhundert als Teil der Befestigungsanlage errichtet. Das Stadttor an der Westseite des Ortes steht seit 1914 als Monument historique auf der Liste der Baudenkmäler in Frankreich.
Das Stadttor in der Nähe der Kirche St-Épain besitzt einen angebauten Rundturm, der zur Verteidigung diente. Das Tor hat an der Westseite ein Zwillingsfenster aus dem 16. Jahrhundert und an der Ostseite ein Fenster aus dem 15. Jahrhundert. Der Fachwerkaufbau, in dem der Torwächter sich befand, stammt aus späterer Zeit.